# Coppa Pietro Linari
La Coppa Pietro Linari è una corsa in linea maschile di categoria juniores, che si svolge a Borgo a Buggiano, frazione del comune di Buggiano, e nei paesi limitrofi in provincia di Pistoia, in Italia, ogni anno in agosto. È una corsa di livello nazionale, a cui partecipano anche team nazionali e stranieri, nelle prime edizioni anche professionistici.

## Storia
Fu istituita nel 1925 in onore del ciclista fiorentino Pietro Linari, vincitore della Milano-Sanremo l'anno prima. Nel corso degli anni ha subito varie interruzioni, ma dal 2004 è un appuntamento fisso del calendario juniores.
Organizzata dalla Ciclistica Borgo a Buggiano, vede la collaborazione del Comitato Parrocchia San Pietro Apostolo e del Comune di Borgo a Buggiano.
La data in cui viene disputata la corsa è il 18 agosto, in ricordo del miracolo che avvenne all'interno del Santuario del Santissimo Crocifisso dove dal crocifisso di Gesù uscì sangue vero. Davanti a questa Chiesa si ha la partenza e l'arrivo della gara.
È sempre stata una corsa in linea, salvo l'edizione 1972, in cui si gareggiò con una cronometro a coppie.

## Albo d'oro
| Anno    | Vincitore                                           | Secondo                                             | Terzo                                               |
| ------- | --------------------------------------------------- | --------------------------------------------------- | --------------------------------------------------- |
| 1925    | Ettore Meini                                        | Pietro Chesi                                        | Nello Bertini                                       |
| 1926    | Dino Cardelli                                       | Decimo Dell'Arsina                                  | Giuseppe Bianchi                                    |
| 1927    | Cesare Bartelloni                                   | Dario Giacomelli                                    | Raffaele Di Paco                                    |
| 1928    | Settimo Innocenti                                   | Ettore Meini                                        | Ugo Cappellini                                      |
| 1929    | Francesco Verzani                                   | Alberto Arinci                                      | Dino Santucci                                       |
| 1930    | Alberto Arinci                                      | Secondo Magni                                       | Orlando Teani                                       |
| 1931    | Secondo Magni                                       | Alfio Papeschi                                      | Dario Pagliazzi                                     |
| 1932    | Secondo Magni                                       | Alfio Papeschi                                      | Alamiro Magrini                                     |
| 1933    | Ubaldo Barbolini                                    | Angiolo Bessi                                       | Siro Magagnini                                      |
| 1934-36 | Non disputata                                       | Non disputata                                       | Non disputata                                       |
| 1937    | Silvano Tucci                                       | Edoardo Cristiani                                   | Secondo Magni                                       |
| 1938-40 | Non disputata                                       | Non disputata                                       | Non disputata                                       |
| 1941    | Angelo Ricca                                        | Silvano Tucci                                       | Alfredo Martini                                     |
| 1942-45 | Non disputata a causa della guerra                  | Non disputata a causa della guerra                  | Non disputata a causa della guerra                  |
| 1946    | Bruno Pasquini                                      | Ezio Cecchi                                         | Luigi Ramacciotti                                   |
| 1947    | Ivo Baronti                                         | Enzo Nannini                                        | Rino Benedetti                                      |
| 1948    | Enzo Nannini                                        | Rino Benedetti                                      | Amedeo Paolinetti                                   |
| 1949    | Oscar Ghibellini                                    | Natalino Mazzei                                     | Gino Campigli                                       |
| 1950    | Luciano Chiti                                       | Vittorio Magni                                      | Sergio Vitali                                       |
| 1951    | Gino Sturlini                                       | Italo Mazzacurati                                   | Alfio Baronti                                       |
| 1952    | Mario Balsimini                                     | Quintilio Nesi                                      | Silvano Ciampi                                      |
| 1953    | Rino Benedetti                                      | Roberto Masoni                                      | Livio Tagliaferri                                   |
| 1954    | Alessandro Fantini                                  | Adriano Benedettini                                 | Alberto Mannelli                                    |
| 1955    | Adriano Benedettini                                 | Silvano Ciampi                                      | Luciano Chiti                                       |
| 1956    | Nello Velucchi                                      | Romano Bani                                         | Ely Mencherini                                      |
| 1957    | Paolo Guazzini                                      | Giovanni Sarnataro                                  | Alberto Mannelli                                    |
| 1958    | Marcello Chiti                                      | Agostino Capponcelli                                | Romano Bani                                         |
| 1959    | Ilio Zucconi                                        | Giancarlo Calistri                                  | Eolo Baldasseri                                     |
| 1960-63 | Non disputata                                       | Non disputata                                       | Non disputata                                       |
| 1964    | Emiliano Bertoloni                                  | Marcello Soldi                                      | Adriano Passuello                                   |
| 1965    | Maurizio Meschini                                   | Vittorio Bartali                                    | Antonio Albonetti                                   |
| 1966    | Vittorio Bartali                                    | Alfio Poli                                          | Nello Ferri                                         |
| 1967    | Gino Cavalcanti                                     | Fabrizio Fabbri                                     | Sigfrido Fontanelli                                 |
| 1968    | Non disputata                                       | Non disputata                                       | Non disputata                                       |
| 1969    | Wilmo Francioni                                     | Stefano Benvenuti                                   | Antonio Salutini                                    |
| 1970    | Non disputata                                       | Non disputata                                       | Non disputata                                       |
| 1971    | Emanuele Bergamo                                    | Francesco Livio                                     | Uriano Goffetti                                     |
| 1972    | Dalla Bona - Fochesato                              | Ascani - Landini                                    | Osler - Marchetti                                   |
| 1973-74 | Non disputata                                       | Non disputata                                       | Non disputata                                       |
| 1975    | Piero Pucci                                         | Remo Veltro                                         | Tiziano Baruffato                                   |
| 1976    | Alberto Stocchi                                     | Roberto Puccini                                     | Ercole Mealli                                       |
| 1977    | Franco Chioccioli                                   | Paolo Mattei                                        | Daniele Caroli                                      |
| 1978    | Giovanni Birindelli                                 | Alessandro Targetti                                 | Silvano Leoni                                       |
| 1979-86 | Non disputata                                       | Non disputata                                       | Non disputata                                       |
| 1987    | Enrico Gheri                                        | Marco Silvestri                                     | Emanuele Lupi                                       |
| 1988    | Luca Anguillesi                                     | Roberto Ponzalli                                    | Emanuele Chiellini                                  |
| 1989    | Gianclaudio Seraglini                               | Gianluca Pellegrini                                 | Fausto Bindi                                        |
| 1990    | Flavio Viero                                        | Andrea Meini                                        | Elio Aggiano                                        |
| 1991    | Nicola Ramacciotti                                  | Maurizio Carta                                      | Cesare Macchi                                       |
| 1992    | Fabrizio Giacomelli                                 | Simone Belli                                        | Dimitri Pavi Degl'Innocenti                         |
| 1993-03 | Non disputata                                       | Non disputata                                       | Non disputata                                       |
| 2004    | Eros Capecchi                                       | Manuele Caddeo                                      | Alberto Contoli                                     |
| 2005    | Stefano Pirazzi                                     | Alberto Contoli                                     | Mirko Battaglini                                    |
| 2006    | Diego Ulissi                                        | Sergio Martin                                       | Marco Gadici                                        |
| 2007    | Mirko Puccioni                                      | Nicola Danesi                                       | Thomas Pinaglia                                     |
| 2008    | Jan Tratnik                                         | Sonny Colbrelli                                     | Kristian Sbaragli                                   |
| 2009    | Matteo Draperi                                      | Gennadij Tatarinov                                  | Simone Antonini                                     |
| 2010    | Nicola Rossi                                        | Hamza Dallagi                                       | Luca Ceolan                                         |
| 2011    | Calvin Watson                                       | Bradley Linfield                                    | Valerio Conti                                       |
| 2012    | Matteo Natali                                       | Martin Otonicar                                     | Francesco Marchini                                  |
| 2013    | Simone Velasco                                      | Matic Šafarič Kolar                                 | Emanuele Murtas                                     |
| 2014    | Mattia Cristofaletti                                | Giulio Branchini                                    | Riccardo Verzi                                      |
| 2015    | Daniel Savini                                       | Massimo Orlandi                                     | Tommaso Fiaschi                                     |
| 2016    | Filippo Zana                                        | Savva Novikov                                       | Evgenij Kazanov                                     |
| 2017    | Filippo Zana                                        | Fabio Mazzucco                                      | Filippo Baroncini                                   |
| 2018    | Giosuè Crescioli                                    | Alessio Acco                                        | Martin Marcellusi                                   |
| 2019    | Davide De Pretto                                    | Enrico Baglioni                                     | Antonio Tiberi                                      |
| 2020    | annullata per la Pandemia di COVID-19 del 2019-2021 | annullata per la Pandemia di COVID-19 del 2019-2021 | annullata per la Pandemia di COVID-19 del 2019-2021 |
| 2021    | Edoardo Zamperini                                   | Lorenzo Fraccaro                                    | Federico Biagini                                    |